# 史港坑
史港坑，是台灣南投縣埔里鎮的一個傳統地域名稱，位於該鎮中部偏北。相較於今日行政區，其範圍大致與史港里相近。

## 歷史
台灣清治末期至日治初期，史港坑地區為一街庄，稱為「史港坑庄」，隸屬於埔里社堡。該庄西北與小埔社庄為鄰，北邊一小段與蕃地為鄰，東北與福興庄為鄰，東南邊為牛眠山庄，南邊隔眉溪與房里庄為界，西南邊為水尾庄。
1901年（日治明治三十四年）11月，全台廢縣廳改設二十廳，該庄隸屬於南投廳。1903年（明治三十六年）6月，該庄編入「埔西區」，隸屬於南投廳。1909年（明治四十二年）10月，合併二十廳為十二廳，埔西區仍隸屬於南投廳。1920年（大正九年），全台地方制度大改正，廢十二廳改設五州二廳，該庄改制為「史港坑」大字，隸屬於臺中州能高郡埔里街。
戰後埔里街改制為埔里鎮，隸屬於臺中縣，大字亦改制為里。1950年10月，中、彰、投分治，埔里鎮改隸屬南投縣。

## 聚落
本地區發展較早的聚落有下史港坑、頂史港坑、獅仔頭、內城等，在日治期初期的官方地圖上已有記載。

## 交通
國道6號又稱「水沙連高速公路」，是霧峰至埔里的橫貫高速公路，大致以西南西—東北東走向經過本地區南部邊界外不遠處。西側最近的交流道是愛蘭交流道，設有連絡道與省道台14線相接；最側最近的是埔里交流道（僅供東出西入），設有連絡道與省道台21線相接。由此等向西可前往北山坑、國姓、草屯、萬斗六的舊正、丁臺南部並止於國道3號霧峰系統交流道；向東可前往大湳東北部的埔里端並與省道台14線相接。
省道台21線（西安路二段）是台中市東勢區天冷至南投縣信義鄉塔塔加的幹道，大致以北北西—南南東走向轉西北—東南走向經過本地區中部。由該道路向北北西轉西北可前往國姓東北部、新社東南部、東勢南端並止於省道台8線路口；向東南轉南南西經眉溪牛眠橋後轉西繞經埔里市區西郊轉南南西可前往魚池、水里東南部、信義、和社、塔塔加等地。
鄉道投75線（中正路）是四角城（實際起點在史港坑與小埔社之間）至城裡的道路，其北側端點位於本地區西北部邊界外緣的省道台21線路口。由此向南南西入境後轉南南東，其後轉南再轉南南東出境，可前往牛眠山西端、大肚城、大肚城與埔里市區交界地帶、埔里市區並止於省道台14線、台21線共線路口。
鄉道投76線（獅子路）是史港至牛眠山的道路，其西北側端點位於本地區西北部的省道台21線路口。由此向東北轉東南繞彎道轉東南再繞大彎轉東北東，出境後繞大彎轉東南可前往福興、牛眠山並止於其中部偏西北的省道台21線另一路口。

## 學校
- 史港國小